# Festett fehérfarkú
A festett fehérfarkú (Myioborus pictus) a verébalakúak (Passeriformes) rendjébe tartozó az újvilági poszátafélék (Parulidae) családjában a Parulinae alcsaládba sorolt madárfaj.

## Előfordulása
Kanada, az Amerikai Egyesült Államok, Mexikó, Guatemala, Honduras, Nicaragua és Salvador területén honos. Természetes élőhelyei a szubtrópusi és trópusi hegyi erdők.

## Alfajai
- Myioborus pictus guatemalae (Sharpe, 1885)
- Myioborus pictus pictus (Swainson, 1829)

## Megjelenése
Átlagos testtömege 9,8 gramm.